# Wrośniak garbaty

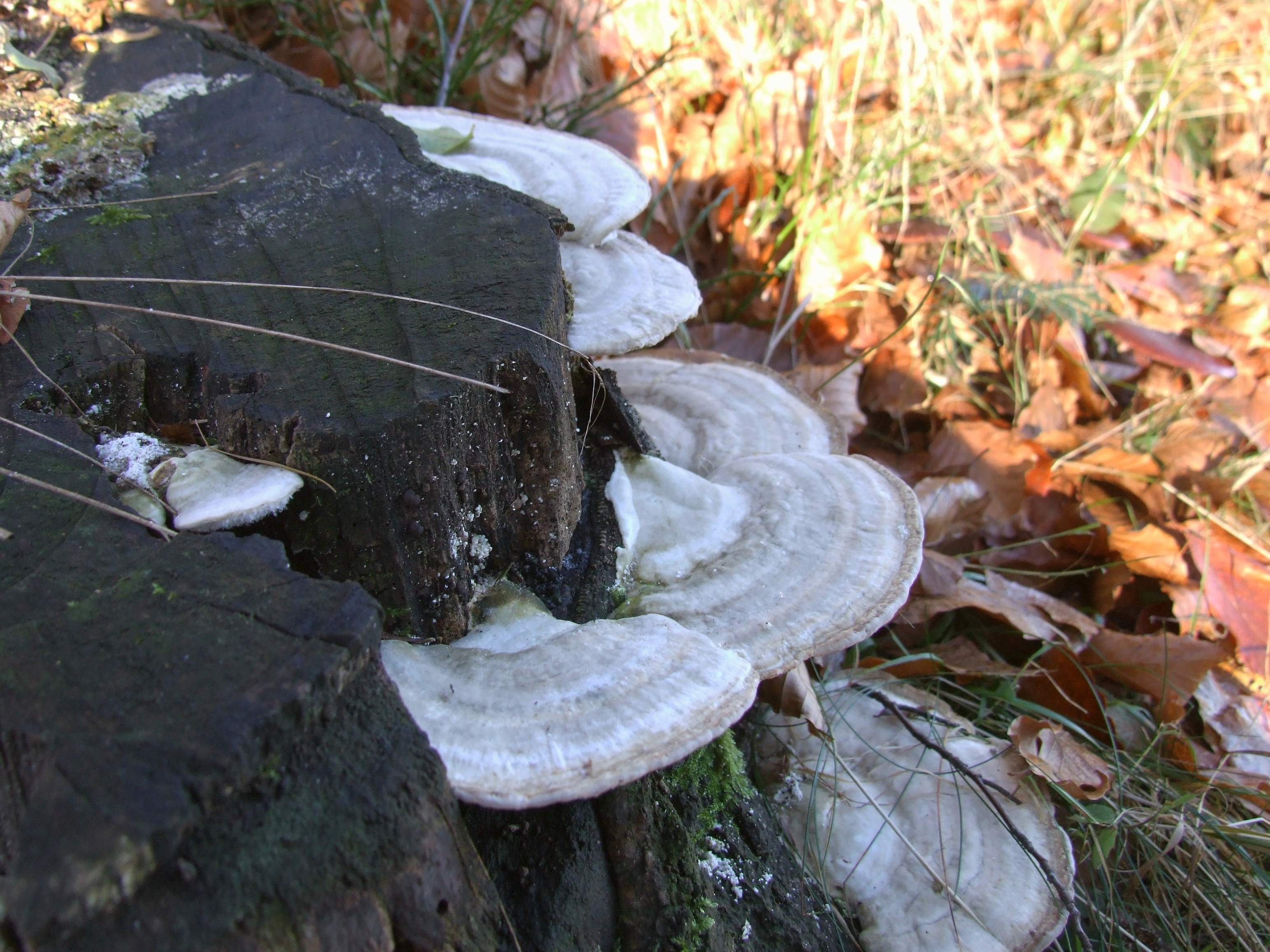

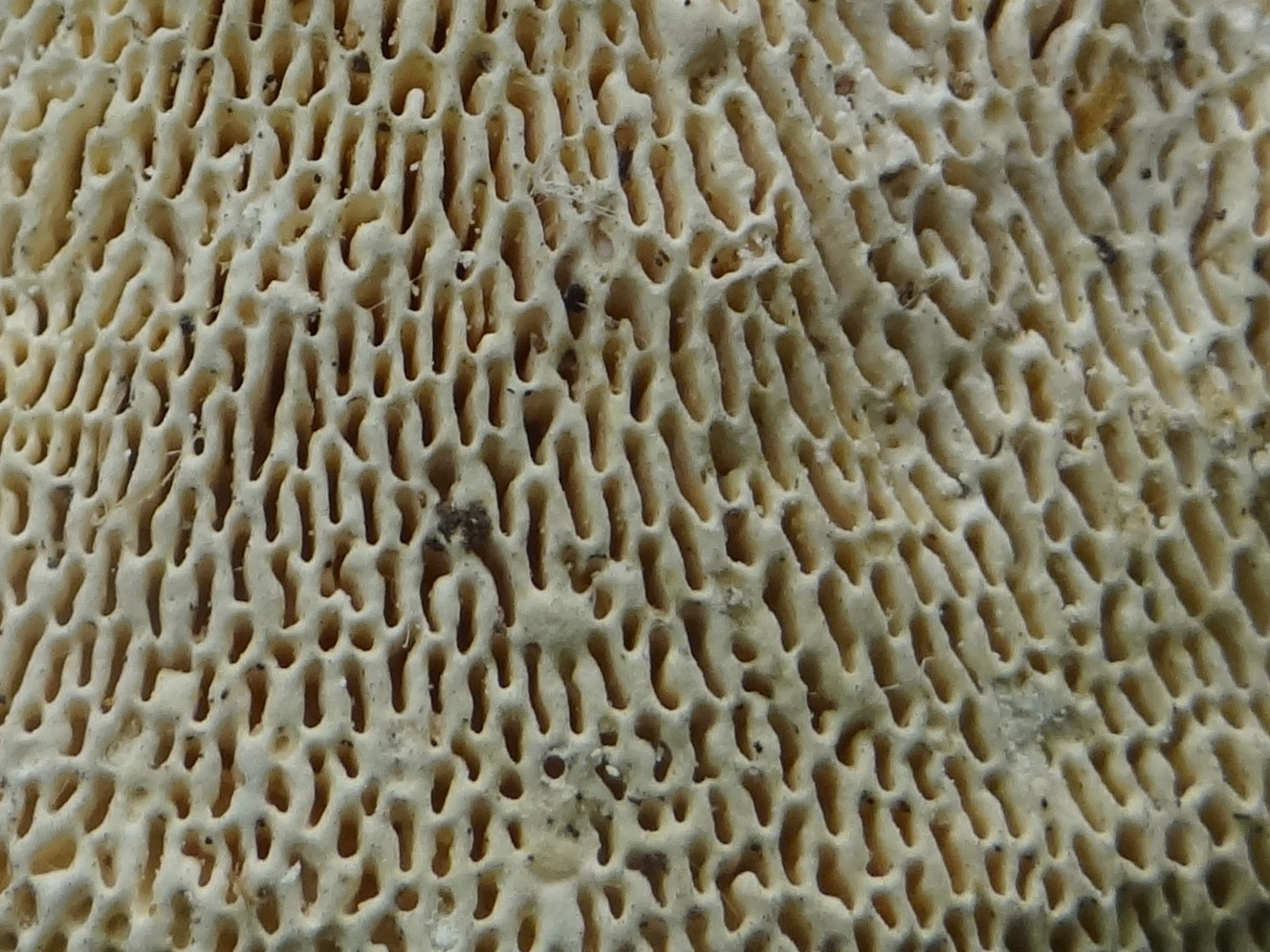
Charakterystyczne jamkowate pory wrośniaka garbatego

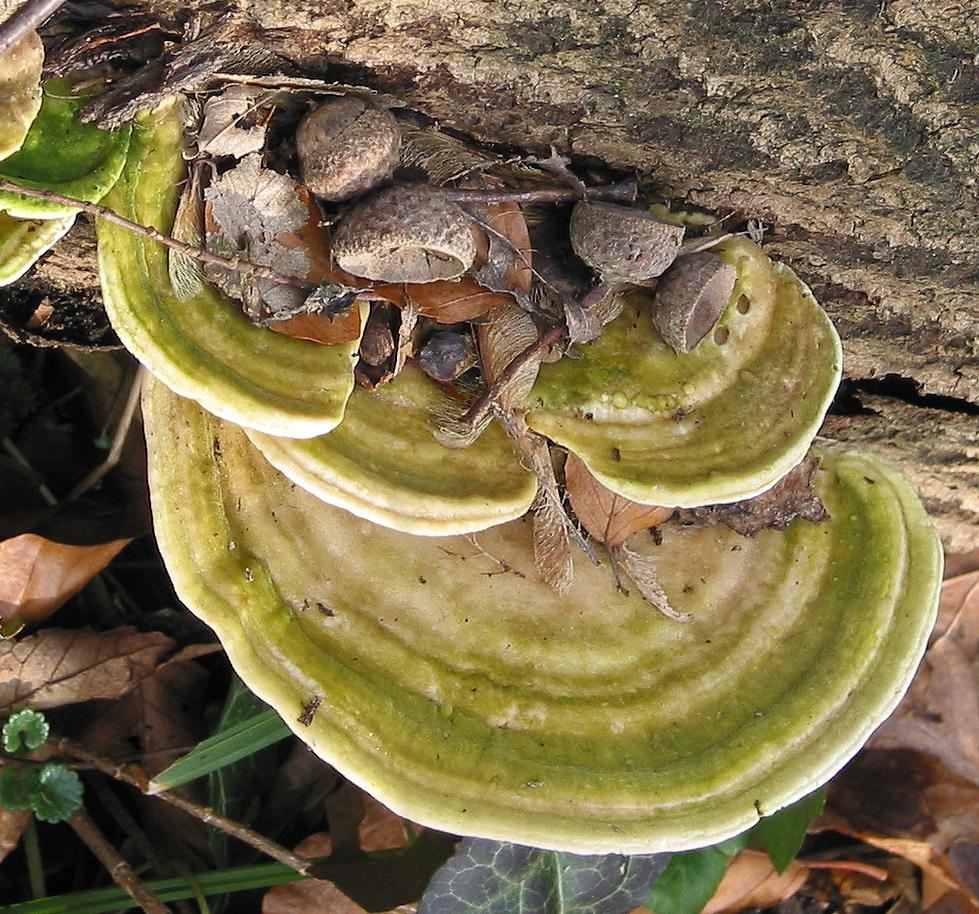
Porośnięte glonami owocniki wrośniaka garbatego

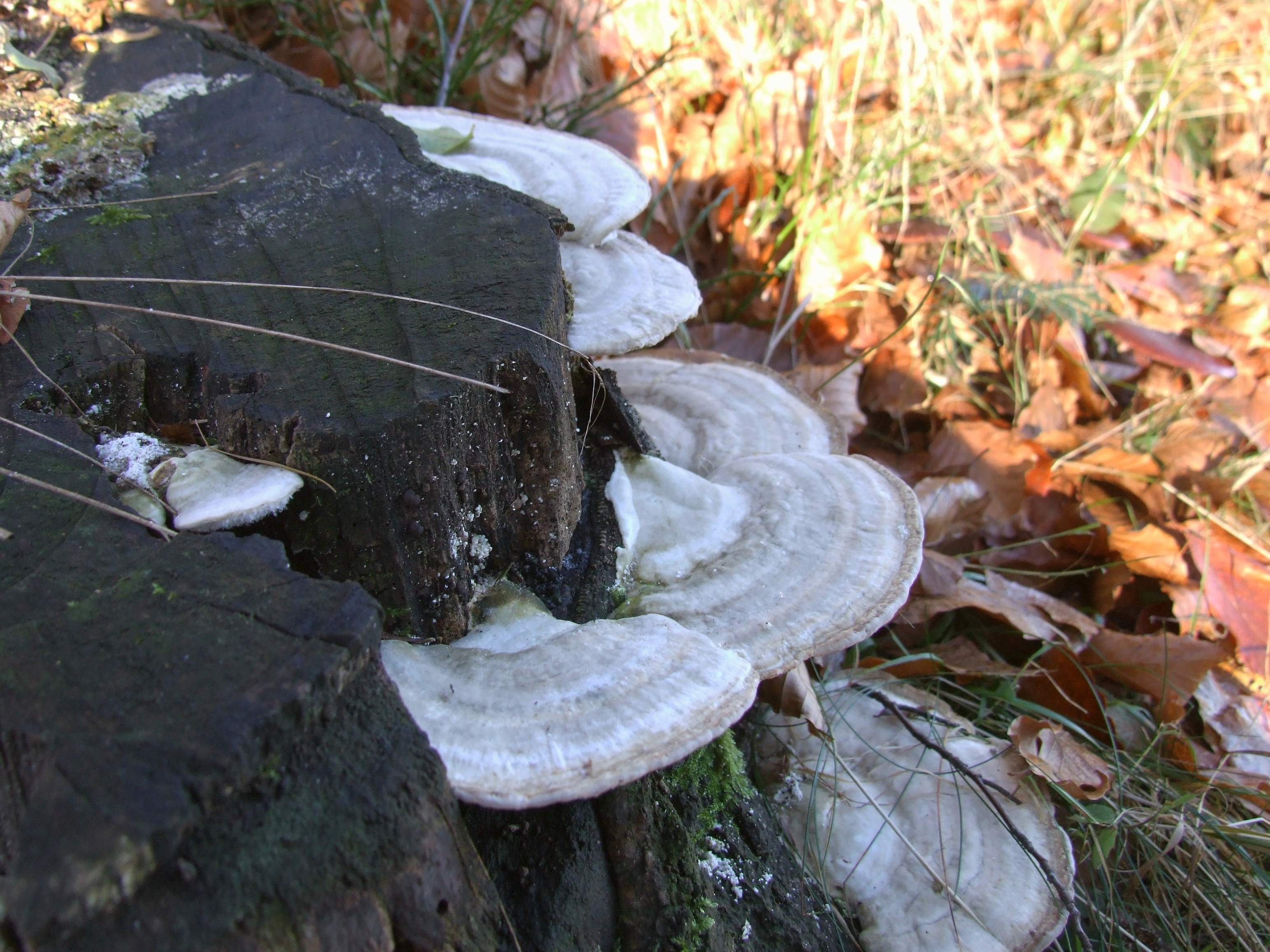
Owocniki o białooochrowej barwie

Wrośniak garbaty (Trametes gibbosa (Pers.) Fr.) – gatunek grzybów z rodziny żagwiowatych (Polyporaceae).

## Systematyka i nazewnictwo
Pozycja w klasyfikacji według Index Fungorum: Trametes, Polyporaceae, Polyporales, Incertae sedis, Agaricomycetes, Agaricomycotina, Basidiomycota, Fungi.
Po raz pierwszy opisał go w 1795 r. Christian Hendrik Persoon, nadając mu nazwę Merulius gibbosus. Obecną, uznaną przez Index Fungorum nazwę, nadał mu w 1924 r. Elias Fries, przenosząc go do rodzaju Trametes.
Niektóre synonimy:
Agarico-suber scalptum Paulet,
Bulliardia virescens Lázaro Ibiza,
Daedalea gibbosa (Pers.) Pers.
Daedalea gibbosa (Pers.) Pers. subsp. gibbosa
Daedalea gibbosa (Pers.) Pers. var. gibbosa
Daedalea virescens (Lázaro Ibiza) Sacc. & Trotter,
Lenzites gibbosa (Pers.) Hemmi
Merulius gibbosus Pers.,
Polyporus gibbosus (Pers.) P. Kumm.
Polystictus kalchbrenneri (Fr.) Cooke
Pseudotrametes gibbosa (Pers.) Bondartsev & Singer
Trametes crenulata Berk.
Trametes gibbosa f. tenuis Pilát
Trametes kalchbrenneri Fr.
Trametes nigrescens Lázaro Ibiza.
Polską nazwę podał F. Kwieciński w 1896 r. W polskim piśmiennictwie mykologicznym ma też inne nazwy: gmatwek garbaty, gmatwek okazały, huba garbata, siatkowiec garbaty, wrośniak okazały.

## Morfologia
Owocnik
Jednoroczne, ale dość trwałe, tak, że spotyka się je przez cały rok. Czasami przezimowują. Młode okazy mają kształt niekształtnej bulwy, po dojrzeniu stają się konsolowate, półkoliste lub muszlowate. Do drzewa przyrastają bokiem i osiągają szerokość 8-10, a wyjątkowo do 20 cm i grubość 1-4, wyjątkowo do 8 cm. Od innych wrośniaków różnią się garbatym zgrubieniem w miejscu przyrastania. Górna powierzchnia owocnika ma bardzo różnorodne barwy, jest biała, białoochrowa, żółtawa, białoorzechowa, szara, rdzawocynamonowa, oliwkowoseledynowa, sinawa i posiada koncentryczne zgrubienia tej samej barwy. Brzeg owocnika jest równy, tępy, z czasem staje się pofalowany, czasami brunatnorudy Często owocnik porasta glonami przybierając zielony kolor i zazwyczaj tylko brzegi są białe. Tylko u młodych owocników górna powierzchnia jest aksamitna, później staje się gładka i naga.
Hymenofor;
Rurkowaty. Rurki mają długość 1–5 mm i białe pory. Charakterystyczną cechą tego gatunku jest to, że pory te nigdy nie mają okrągłego kształtu, lecz zawsze są wydłużone, jamkowate. Czasami przy garbie przybierają postać blaszek.
Miąższ
Biały, u młodych owocników korkowato-łykowaty, u starszych zdrewniały i twardy. Zapach słaby, smak niewyraźny.
Wysyp zarodników
Biały. Zarodniki bezbarwne, gładkie, cylindryczne, nieamyloidalne, o rozmiarach 4–5,5 × 2–2,5 μm.
Gatunki podobne
Młode, posiadające aksamitną powierzchnię owocniki mogą być pomylone z kosmatymi owocnikami wrośniaka miękkowłosego (Trametes pubescens) lub wrośniaka szorstkiego (Trametes hirsuta). Starsze owocniki łatwo rozróżnić, gdyż u wrośniaka garbatego mają gładką górną powierzchnię. Wrośniak różnobarwny (Trametes versicolor) ma bardziej strefowany, wielobarwny i nagi owocnik. Najbardziej jednak charakterystyczną cechą pozwalającą bezbłędnie odróżnić wrośniaka garbatego od innych wrośniaków są jamkowate pory. Podobne, promieniste, jamkowate pory ma gmatwica chropowata (Daedaleopsis confragosa), ale jej owocnik jest wyraźnie brązowy. Bardzo podobną górną stronę owocnika ma też blaszkowiec drobnozarodnikowy (Lenzites betulina), ale na dolnej ma blaszki.

## Występowanie i siedlisko
Jest pospolity w Azji i Europie. W Ameryce Północnej nie występował, ale rozprzestrzenił się w niektórych regionach jako gatunek zawleczony. W Polsce jest dość pospolity, szczególnie często spotykany w lasach bukowych i grabowych.
Rośnie na pniach i obumarłym drewnie drzew liściastych. Często występuje gromadnie. Występuje na następujących drzewach liściastych: kasztanowiec zwyczajny, brzoza brodawkowata, grab, buk, topola, dąb, bardzo rzadko na jodle.

## Znaczenie
Grzyb jednoroczny, saprotrof. Wywołuje białą zgniliznę drewna. Grzyb niejadalny. Badania na szczurach wykazały, że dożylnie podane polisacharydy zawarte w owocnikach wrośniaka garbatego wykazują działania ochronne na naczynia krwionośne, a związki organiczne w tych owocnikach są skuteczne w leczeniu przewlekłej białaczki szpikowej.